# Michelin House
Michelin House all'81 Fulham Road, Chelsea a Londra, venne costruita come la prima sede permanente del Regno Unito e deposito di pneumatici per la Michelin Tire Company Ltd. L'edificio venne inaugurato il 20 gennaio 1911. Nel 1987 l'edificio è stato convertito ad uso misto, con un negozio, un ristorante, un bar e spazi per uffici.

## Storia
Progettato da uno dei dipendenti della Michelin, François Espinasse, l'edificio aveva tre grandi vetrate ispirate alle pubblicità Michelin dell'epoca, tutte con l'omino Michelin "Bibendum". Intorno alla facciata dell'edificio originale, a livello della strada, c'erano una serie di piastrelle decorative, della Burmantofts Pottery, che mostravano famose auto da corsa dell'epoca che utilizzavano pneumatici Michelin. Altre piastrelle si trovavano all'interno della parte anteriore dell'edificio, che in origine era una baia di montaggio degli pneumatici per gli automobilisti di passaggio. Le persone che oggi entrano nell'area della reception dell'edificio sono ancora accolte da un mosaico sul pavimento che mostra Bibendum che tiene in alto un bicchiere di dadi, bulloni e altri oggetti, proclamando "Nunc Est Bibendum" (latino per "Ora è il momento di bere"). L'area della reception presenta anche altre piastrelle decorative intorno alle pareti. Due cupole di vetro, che sembrano pile di pneumatici, incorniciano entrambi i lati della facciata dell'edificio. Lo stretto legame dell'azienda Michelin con le mappe stradali e il turismo è rappresentato da alcune incisioni delle strade di Parigi su alcune finestre del primo piano.
La Michelin si trasferì dall'edificio nel 1985, quando fu acquistato dall'editore Paul Hamlyn e dal ristoratore/rivenditore Sir Terence Conran, che condividevano l'amore per l'edificio e intrapresero un importante intervento di riqualificazione con il ripristino di alcune caratteristiche originarie. Il nuovo sviluppo comprende anche uffici per la società Octopus Publishing di Hamlyn, nonché il Bibendum Restaurant & Oyster Bar di Conran e un Conran Shop. Tutte e tre le attività sono state aperte nell'agosto 1987.

## Disegno e costruzione
I brevetti di proprietà di Dunlop impedivano ad altri produttori di vendere i propri pneumatici in Gran Bretagna, tranne che su licenza. I brevetti sarebbero scaduti nell'autunno del 1904 e, in previsione di ciò, Michelin aprì un ufficio a Tavistock Place, South Kensington. Inviò quattro dipendenti dalla Francia in Gran Bretagna per fondare la nuova filiale britannica dell'azienda. Vennero inoltre assunti quattordici dipendenti locali. Nel giugno 1905 fu costituita la Michelin Tyre Company Limited. Nel giro di un anno, il personale era aumentato a oltre quaranta unità e l'azienda si era trasferita in una nuova sede a Sussex Place. Quando divenne presto evidente che l'azienda aveva bisogno di locali molto più grandi, iniziò la ricerca di una nuova sede. Vennero esaminati diversi siti e i primi progetti per un quartier generale di Londra appositamente costruito risalgono al 1906 per un sito su Vauxhall Bridge Road. Nel 1909, alla società fu offerto un sito su Fulham Road, una delle strade principali di Londra, che era considerata un'ottima posizione. Nello stesso anno fu acquistato un terreno delimitato da Fulham Road, Sloane Avenue, Leader Street e Lucan Place, in piena proprietà, da Cadgan e Hans Estate Co. Il progetto per l'edificio era già iniziato e il 4 aprile 1910, venne completato. Poco dopo iniziarono i lavori per la costruzione dell'edificio.

## Aspetti tecnici

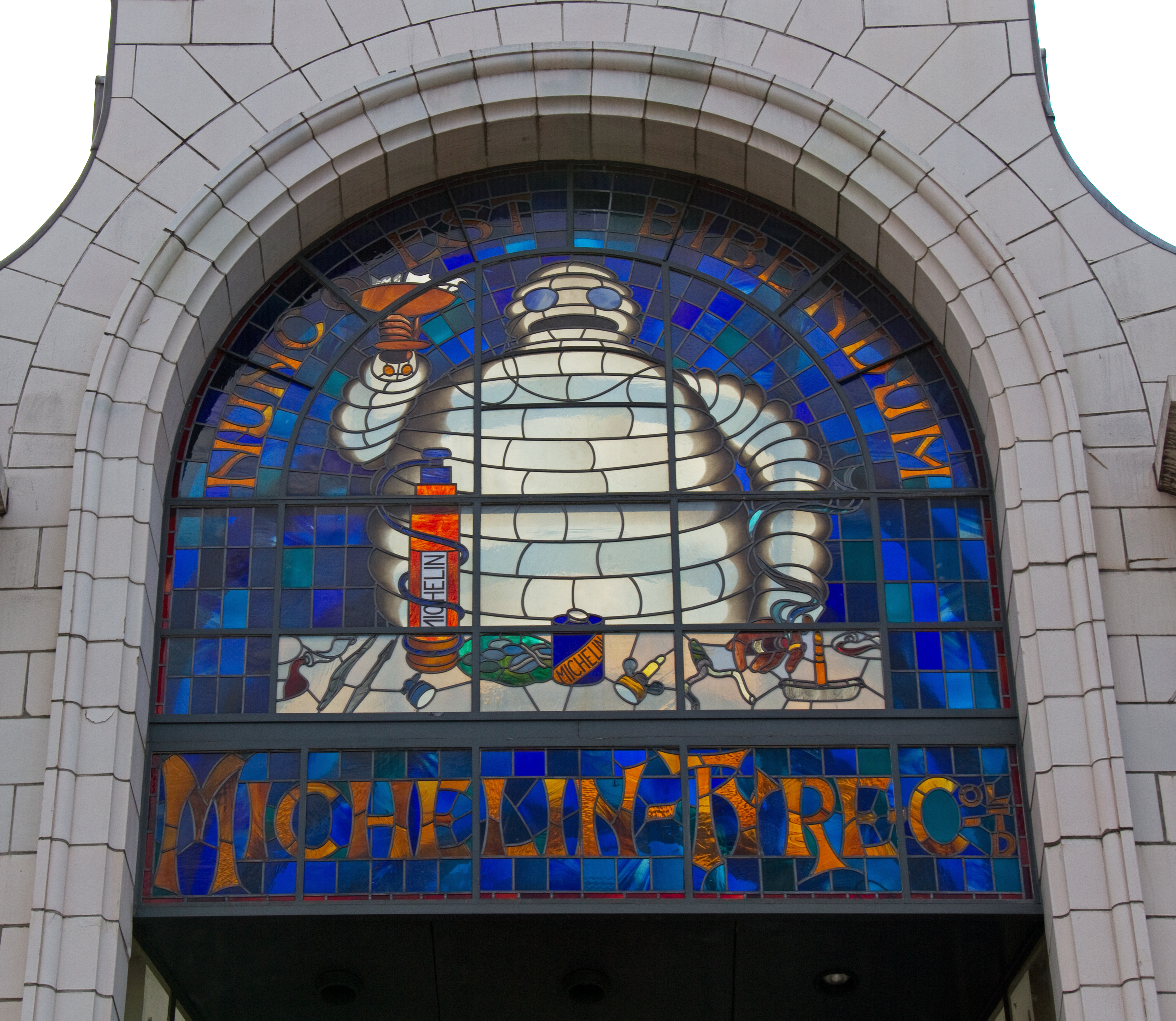
Una vetrata.

Michelin House è nota per il suo design decorativo. Ciò che non si può vedere dall'esterno o dall'interno è che è il primo esempio di costruzione in cemento in Gran Bretagna.
L'edificio venne costruito utilizzando il sistema di costruzione in ferro-cemento di Hennebique che offriva grandi vantaggi per la realizzazione di ampi spazi aperti (ideale per riporre gli pneumatici nel modo più efficiente). Offriva anche proprietà di resistenza al fuoco che erano molto importanti quando si immagazzinano grandi quantità di pneumatici altamente infiammabili.
Il sistema aveva anche il vantaggio di una costruzione rapida. La costruzione della Michelin House richiese solo 5 mesi. I pavimenti originali vennero realizzati con tavelle. Questo sistema di pavimentazione oltre ad essere altamente durevole offriva anche ottime qualità ignifughe.
Altre interessanti caratteristiche originali della Michelin House erano le porte automatiche nell'atrio e una piattaforma di pesatura, nell'area di montaggio, che pesava le auto dei clienti in modo da poter applicare la corretta pressione agli pneumatici.

## Architetto
L'architetto della Michelin House fu François Espinasse (1880-1925), che lavorava come ingegnere nel reparto costruzioni presso la sede della Michelin a Clermont-Ferrand. Si ritiene che avesse lavorato alla progettazione della sede della Michelin a Parigi (1908), ma questa è l'unica altra sua opera architettonica nota. L'Ordine francese degli architetti di Parigi non ne ha traccia. Non si sa molto altro di lui se non che trascorse la maggior parte della sua vita lavorativa alla Michelin.

## Stile architettonico

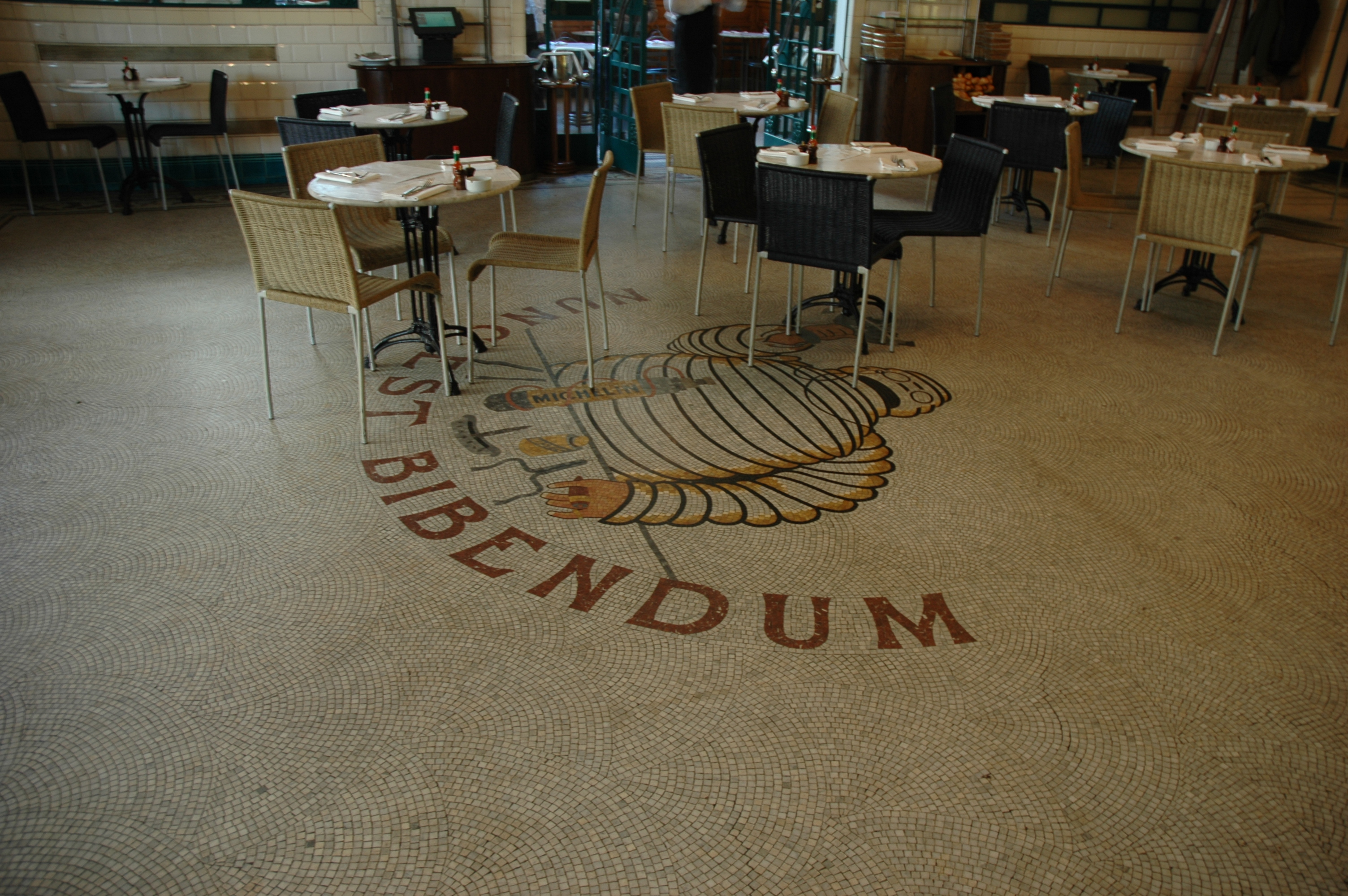
Mosaico dell'ingresso.

Michelin House è un edificio unico che è un bell'esempio di stile tardo moderno (stile Art Nouveau britannico) e primo Art déco. Fu progettato e costruito alla fine del periodo Art Nouveau. Parti di questo stile sono visibili nel lavoro decorativo in metallo nella parte anteriore dell'edificio sopra le campate di raccordo, e le piante aggrovigliate intorno ai motivi degli pneumatici nella parte anteriore e laterale dell'edificio, e anche nel mosaico dell'atrio. Nonostante ciò, la Michelin House è molto simile a un edificio Art déco, lo stile popolare degli anni 1930 con la sua posizione prominente lungo la strada e le sue forti immagini pubblicitarie e simmetriche. A questo proposito, Michelin House è un edificio costruito vent'anni prima del suo tempo ed è anche il primo degli edifici altamente decorati "costruiti su pneumatici", poiché Michelin House venne costruita prima di Fort Dunlop (1916) e Firestone Building (1928-1980).
Michelin House è stata inserita nell'elenco dei monumenti classificati di Grado II nella lista del patrimonio nazionale per l'Inghilterra dall'aprile 1969.

## Realizzazione
Il 20 gennaio 1911 venne ufficialmente inaugurata la Michelin House. L'edificio offriva tutto ciò che l'automobilista del tempo poteva richiedere. Le baie di montaggio nella parte anteriore dell'edificio permettevano agli automobilisti di far sostituire rapidamente i loro pneumatici dagli installatori Michelin dallo stock di oltre 30.000 pezzi immagazzinati nel seminterrato. Gli pneumatici venivano portati al piano terra con un ascensore e fatti rotolare sulla parte anteriore dell'edificio lungo il pavimento appositamente inclinato. Alla sinistra del destinatario anteriore, un "Ufficio turistico" forniva mappe e strumenti per scrivere affinché l'automobilista appassionato potesse pianificare il suo viaggio.
Entro un anno dall'apertura, iniziarono i lavori di ampliamento dell'edificio per fornire ulteriori spazi per uffici e venne costruito un secondo piano. L'ampliamento fu realizzato lungo il lato su Lucan Place dell'edificio. Un ulteriore ampliamento fu realizzato nel 1922, dieci anni dopo il primo. Situato dove prima c'era un garage, raggiungeva i tre piani.
Nel 1927, Michelin costruì una fabbrica a Stoke-on-Trent utilizzando la ditta Peter Lind &amp; Company di Londra. La fabbrica iniziò a produrre i primi pneumatici Michelin di fabbricazione britannica e nel 1930 l'azienda trasferì la propria sede a Stoke-on-Trent. Michelin continuò a utilizzare il seminterrato e il piano terra dell'edificio, ma oltre i due terzi rimasero vuoti. Tra il 1933 e il 1940 i piani superiori furono affittati come magazzino di mobili, laboratori e uffici per il Ministero dell'Aeronautica.
Nel 1940, a causa del rischio di bombardamenti, Michelin rimosse le tre vetrate. Vennero accuratamente imballate in casse di legno e inviate alla fabbrica di Stoke-on-Trent per essere tenute al sicuro. Dopo la guerra, Michelin riportò la sua sede a Londra. Il personale ridotto fece sì che fosse occupata solo la parte anteriore, originaria dell'edificio, mentre il resto venne affittato. Nel 1950 fu firmato un contratto di locazione a lungo termine da parte di un nuovo inquilino per lo spazio creato negli ampliamenti del 1912 e del 1922. Nel 1952 venne aggiunta un'estensione per l'inquilino. Una costruzione a telaio in acciaio, estendeva parte del secondo piano e aggiungeva un terzo piano lungo il lato Lucan Place dell'edificio.
Nel 1960 Michelin e il suo inquilino iniziarono un programma di ammodernamento degli interni dell'edificio. Il programma assecondava il gusto generale dell'epoca, suddividendo l'ufficio open space e facendo largo uso di boiserie. Sebbene i lavori si fossero concentrati sull'interno dell'edificio, fu considerato l'aggiornamento dell'esterno con una facciata intonacata in cemento.
Il 15 aprile 1969 la parte anteriore originale dell'edificio Michelin è stata classificata di II grado. Nonostante ciò, è stato concesso un permesso di pianificazione schematico per demolire tutto tranne la parte elencata e costruire un edificio per uffici di dieci piani. La Michelin decise di investire il ricavato della vendita in una nuova fabbrica in Nord America.

## Vendita
Nel 1985 Michelin mise in vendita l'edificio. Si trovava in una zona costosa e alla moda di Londra, ma non si adattava alle esigenze dell'azienda.
Tra le tante persone che fecero delle offerte per acquistare Michelin House, vi furono il ristoratore e rivenditore Sir Terence Conran e Paul Hamlyn, proprietario del gruppo editoriale Octopus, che divennero amici da quando scoprirono di aver fatto offerte l'uno contro l'altro, e formarono una partnership per acquistare l'edificio. Nell'agosto 1985 lo acquistarono per 8 milioni di sterline. Vennero quindi creati dei progetti per realizzare una nuova prospettiva di vita per Michelin House.

## Rinascita
Conran e Hamlyn crearono Michelin House Developments per riqualificare l'edificio, includendo un importante negozio al dettaglio, un ristorante, un bar e un ampio spazio per uffici. Nel novembre 1985, Conran Roche e YRM, gli architetti e designer incaricati, hanno presentato una domanda di permesso di costruzione per 118 000 piedi quadri (11 000 m²). Ciò doveva essere ottenuto costruendo una nuova struttura in acciaio e vetro che avrebbe riempito lo spazio occupato dalla baia di carico laterale sul lato di Sloane Avenue, aggiungendo anche un nuovo front-end più ordinato al terzo piano più un nuovo quarto piano. Fu concesso il permesso di costruire e iniziarono i lavori.
L'appaltatore capo era Bovis, che lavorò al guscio e al nucleo. Conran Roche lavorò agli interni del nuovo Conran Shop e YRM agli interni degli uffici di Octopus Publishing.
Conran Roche e YRM dovettero cercare fornitori per ricreare molte delle caratteristiche originali dell'edificio. Le tre vetrate, che erano state rimosse per sicurezza durante la seconda guerra mondiale, erano andate perdute e le cupole di vetro sulla facciata dell'edificio erano scomparse. Dopo una lunga ricerca, vennero trovati fornitori e realizzate repliche delle finestre e delle cupole utilizzando disegni, foto e poster originali.
Nell'agosto 1987 riaprì la Michelin House.
Alla fine degli anni 1990, la Reed/Octopus Publishing si è trasferita e nel 1999 il Monitor Group, una società di consulenza aziendale internazionale, si è trasferito negli uffici. 
Il 20 gennaio 2011 ha segnato il 100º anniversario dell'apertura dell'edificio. L'evento è stato celebrato dagli allora occupanti dell'edificio, Bibendum Restaurant e The Conran Shop, e dall'ex proprietario, Michelin.
Nell'ambito del centenario, Michelin ha rinnovato i suoi sforzi per trovare le vetrate originali. A questo scopo sono stati istituiti un sito web e una hotline.